# Geron karakara
Geron karakara är en tvåvingeart som beskrevs av Neal L. Evenhuis 1979. Geron karakara ingår i släktet Geron och familjen svävflugor.
Artens utbredningsområde är Western Australia. Inga underarter finns listade i Catalogue of Life.